# یوتا اچیگو
یوتا اچیگو (ژاپنی: 越後 雄太؛ زادهٔ ۲۷ آوریل ۱۹۹۳) یک بازیکن فوتبال اهل ژاپن است.
از باشگاه‌هایی که در آن بازی کرده‌است می‌توان به باشگاه فوتبال وگالتا سندای اشاره کرد.